# Otràdnoie (Krasnodar)
|  | Per a altres significats, vegeu «Otràdnoie». |

Otràdnoie - Отрадное (rus) - és un poble del krai de Krasnodar, a Rússia. Es troba a la desembocadura del riu Kitxmai, a 27 km al nord-oest de Sotxi i a 145 km al sud-est de Krasnodar, la capital.
Pertany al municipi de Solokhaül.